# Rudy’s Country Store and Bar-B-Q

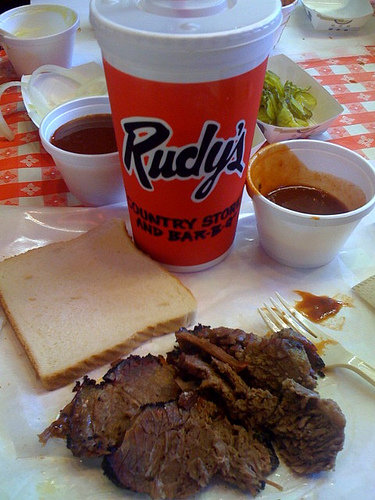
Beispiel eines Rudy’s-Gerichts

Rudy’s Country Store and Bar-B-Q ist eine Barbecue-Restaurant-Kette mit 34 Standorten, die 1989 von Rudolph Aue in Leon Springs gegründet wurde, einem Vorort von San Antonio in Texas. Die Firma betreibt Restaurants in Texas, Arizona, Oklahoma, New Mexico und Colorado und vertreibt ihre Produkte unter dem Slogan „the wurst bar-b-q in Texas“ über ihre Website.

## Geschichte
Rudolph Aue gründete sein erstes Geschäft 1929 in Leon Springs. Er ist ein Nachfahre des deutschen Immigranten Max Aue (* 1826 in Anhalt-Köthen), der in Leon Springs den Aue Stagecoach Inn errichtete. Rudy’s war ursprünglich eine Kombination aus Tankstelle, Autoreparaturwerkstatt und Lebensmittelladen. 1989 listete Rudolph Barbecue auf der Speisekarte und vermittelte so das Gefühl eines Country Stores in der Kombination aus Lebensmittelladen und Restaurant. Für das namensgebende Barbecue verwendet die Kette 100 % Eichenholz statt der in Texas üblichen Mimosengewächse und besondere hausgemachte Gewürze.
Rudy’s expandierte später mit 34 Standorten und ist heute vor allem ein Selbstbedienungsrestaurant mit Tischen, bei dem der Laden meist nur aus einer kleinen Ecke des jeweiligen Gebäudes besteht. Die Geschäftsleitung ist in Lakeway, Texas.